# Une petite douleur
Une petite douleur (A Slight Ache) est une pièce de théâtre en un acte du dramaturge et Prix Nobel de littérature anglais Harold Pinter. 
La pièce a été créée à la radio BBC en 1959, puis le 18 janvier 1961 à l'Arts Theatre de Londres dans une mise en scène de Donald McWhinnie. 